# Consejería de Agricultura, Pesca, Agua y Desarrollo Rural de la Junta de Andalucía
La Consejería de Agricultura, Pesca, Agua y Desarrollo Rural es el departamento de la Junta de Andalucía encargado de las competencias autonómicas en materia de agricultura, ganadería, pesca y agroalimentación, de agua y desarrollo rural, así como aquellas atribuidas por la normativa de la Unión Europea reguladora de los organismos pagadores de los fondos europeos agrarios.
Recibe este nombre desde el 8 de agosto de 2022; entre el 25 de julio, inicio de la XII legislatura (2022-2026), hasta la citada fecha, se denominó Consejería de Agricultura, Agua y Desarrollo Rural.
La titular de la consejería y máxima responsable es Carmen Crespo Díaz y tiene su sede en la calle Tabladilla, s/n, de la ciudad de Sevilla.

## Historia
La Consejería de Agricultura, Agua y Desarrollo Rural fue creada el 26 de julio de 2022, día de entrada en vigor mediante publicación en el BOJA del Decreto del Presidente 10/2022, de 25 de julio, sobre reestructuración de Consejerías. En su artículo 7 se establece que    

"Corresponden a la Consejería de Agricultura, Agua y Desarrollo Rural las competencias que actualmente tiene atribuidas la Consejería de Agricultura, Ganadería, Pesca y Desarrollo Sostenible, salvo las competencias en materia de medio ambiente y desarrollo sostenible".
Decreto del Presidente 10/2022, de 25 de julio, sobre reestructuración de Consejerías

El 8 de agosto incluyó la pesca en su título, por lo que pasó a denominarse Consejería de Agricultura, Pesca, Agua y Desarrollo Rural. No obstante, el aspecto que más destaca de su denominación definitiva es que se trata de la primera consejería de la Junta de Andalucía que nombra expresamente en su título el agua. Esta denominación generó polémica en torno a la posición del gobierno autonómico sobre las políticas del agua. 
Durante la campaña electoral previa, el candidato del Partido Popular de Andalucía a la Presidencia, Juan Manuel Moreno Bonilla, explicó que "en la próxima legislatura vamos a hacer una revolución hídrica como ninguna otra región de Europa", especificando su propuesta de "hacer un plan muy ambicioso en el agua si queremos seguir siendo una gran potencia agroindustrial, turística y del desarrollo urbano". Después de que dicho partido consiguiera mayoría absoluta en el Parlamento de Andalucía, Moreno Bonilla retomó la idea, dejando constancia en su discurso de investidura, de que estaba "decidido a hacer de esta legislatura la gran legislatura del agua" proponiendo "poner en marcha un segundo 'Plan Andaluz de Aguas Regeneradas de Andalucía' para uso agrario, turístico e industrial", entre otras medidas.
En la presentación del nuevo Consejo de Gobierno, el ya Presidente insistió en la incorporación de las políticas del agua a la citada Consejería como "una reivindicación de todo el sector agrícola y ganadero" para que "las políticas y las estrategias de agua se diseñen también desde la visión [de este] ámbito", a lo que el consejero de Presidencia añadió, al presentar los decretos de estructura de todas las consejerías, que era un "requerimiento que el sector agrícola había formulado a la Administración autonómica". Por esas fechas, la propia titular de la Consejería, considerada por el Gobierno como "Consejera del Agua", declaró que "vamos a luchar por las transferencias y trasvases que nuestra comunidad autónoma se merece" para que "[no nos pongan] en clara desventaja con respecto a otros territorios de España, no solo en el ámbito agrícola, también en el turístico o el industrial".
Oficialmente, el decreto que establece la estructura orgánica de la Consejería recoge que "en el presente decreto [destaca] la asignación a esta Consejería de las competencias en materia de agua que hasta este momento venían correspondiendo a las Consejerías competentes en materia de medio ambiente. Sin embargo, la importancia del uso de este recurso para la agricultura y su vinculación a la política en materia de obras de transformación, modernización y consolidación de regadíos y para el ahorro y uso eficiente del agua, hacen necesario {sic} esta nueva distribución de competencias".
En este sentido, destacó la oposición y preocupación que mostraron organizaciones ecologistas y autoridades científicas por la concentración en esta Consejería de toda la política hídrica: entre otras declaraciones, WWF/Adena (organización dedicada a la conservación de la naturaleza muy vinculada con la creación del parque nacional y natural de Doñana) consideró que "el agua no puede tratarse como un tema sectorial que atañe a la agricultura [sino como] un recurso natural que implica a múltiples sectores". En esta línea fueron también las declaraciones de Leandro del Moral, catedrático de Geografía Humana de la Universidad de Sevilla, miembro de la Fundación Nueva Cultura del Agua y de la Mesa Social del Agua, que señala que la Consejería "lanza" un "mensaje muy claro y significativo: considerar el agua preferentemente un factor para la producción agraria" frente al "derecho humano del acceso universal al uso doméstico [del agua] de todos". Otra entidad que se pronunció sobre las implicaciones de la nomenclatura de la Consejería fue AEOPAS (Asociación Española de Operadores Públicos de Abastecimiento y Saneamiento), también parte de la Mesa Social del Agua, para quienes "al integrar el agua en Agricultura y desligarla de Medio Ambiente se prioriza el agua como elemento productivo agrario a costa del abandono de su función ambiental".

## Estructura
De acuerdo con el Decreto 157/2022, de 9 de agosto, por el que se establece la estructura orgánica de la Consejería de Agricultura, Pesca, Agua y Desarrollo Rural, la Consejería, bajo la superior dirección de su titular, ejercerá sus competencias a través de los siguientes órganos directivos centrales:
- Viceconsejería.
  - Secretaría General de Agricultura, Ganadería y Alimentación.
    - Dirección General de la Producción Agrícola y Ganadera.
    - Dirección General de Industrias, Innovación y Cadena Agroalimentaria.

  - Secretaría General de Fondos Agrarios y Desarrollo Rural.
    - Dirección General de Ayudas Directas y de Mercados.

  - Secretaría General del Agua.
    - Dirección General de Recursos Hídricos.
    - Dirección General de Infraestructuras del Agua.

  - Secretaría General Técnica.
  - Dirección General de Pesca y Acuicultura.

### Entes adscritos a la Consejería
Se hallan adscritas a la Consejería las siguientes entidades instrumentales:
- Agencia de Gestión Agraria y Pesquera de Andalucía (AGAPA) (adscrita a través de la Viceconsejería).
- Instituto Andaluz de Investigación y Formación Agraria, Pesquera, Alimentaria y de la Producción Ecológica (IFAPA) (adscrito a través de la Secretaría General de Agricultura, Ganadería y Alimentación).
- Agencia de Medio Ambiente y Agua de Andalucía (AMAYA) (adscrita a través de la Viceconsejería y también a la Consejería de Sostenibilidad, Medio Ambiente y Economía Azul).

La Fundación Centro de Nuevas Tecnologías del Agua (CENTA) estuvo adscrita a través de la Secretaría General del Agua hasta su extinción el 16 de agosto de 2022. A partir de ese momento, su personal y medios quedaron adscritos a la Agencia de Medio Ambiente y Agua de Andalucía.

## Consejeros
| Imagen                                                              | Nombre                                                              | Mandato                                                             | Mandato                                                             | Mandato                                                             | Partido                                                             | Partido                                                             | Presidente de la Junta                                              | Presidente de la Junta                       | Monarca                   | Ref.   |
| Imagen                                                              | Nombre                                                              | Nombramiento                                                        | Cese                                                                | Duración                                                            | Partido                                                             | Partido                                                             | Presidente de la Junta                                              | Presidente de la Junta                       | Monarca                   | Ref.   |
| ------------------------------------------------------------------- | ------------------------------------------------------------------- | ------------------------------------------------------------------- | ------------------------------------------------------------------- | ------------------------------------------------------------------- | ------------------------------------------------------------------- | ------------------------------------------------------------------- | ------------------------------------------------------------------- | -------------------------------------------- | ------------------------- | ------ |
| Consejería de Agricultura                                           |                                                                     |                                                                     |                                                                     |                                                                     |                                                                     |                                                                     |                                                                     |                                              |                           |        |
|                                                                     | Francisco de la Torre Prados (n. 1942)                              | 2 de junio de 1978                                                  | 2 de junio de 1979                                                  | 1 año                                                               |                                                                     | UCD                                                                 |                                                                     | Plácido Fernández Viagas (1978-1979)         | Juan Carlos I (1975-2014) |        |
|                                                                     | Pedro Valdecantos (n. 1933)                                         | 2 de junio de 1979                                                  | 19 de enero de 1980                                                 | 231 días                                                            |                                                                     | UCD                                                                 |                                                                     | Rafael Escuredo (1979-1984)                  | Juan Carlos I (1975-2014) |        |
|                                                                     | José González Delgado (n. 19¿?)                                     | 19 de enero de 1980                                                 | 4 de agosto de 1982                                                 | 2 años y 197 días                                                   |                                                                     | UCD                                                                 |                                                                     | Rafael Escuredo (1979-1984)                  | Juan Carlos I (1975-2014) |        |
| Consejería de Agricultura, Ganadería y Pesca                        |                                                                     |                                                                     |                                                                     |                                                                     |                                                                     |                                                                     |                                                                     | Rafael Escuredo (1979-1984)                  | Juan Carlos I (1975-2014) |        |
|                                                                     | Miguel Manaute Humanes (n. 1944)                                    | 4 de agosto de 1982                                                 | 27 de julio de 1990                                                 | 7 años y 357 días                                                   |                                                                     | PSOE-A                                                              |                                                                     | Rafael Escuredo (1979-1984)                  | Juan Carlos I (1975-2014) |        |
|                                                                     | Miguel Manaute Humanes (n. 1944)                                    | 4 de agosto de 1982                                                 | 27 de julio de 1990                                                 | 7 años y 357 días                                                   | José Rodríguez de la Borbolla (1984-1990)                           | PSOE-A                                                              |                                                                     |                                              | Juan Carlos I (1975-2014) |        |
|                                                                     | Leocadio Marín Rodríguez (n. 1942)                                  | 27 de julio de 1990                                                 | 22 de diciembre de 1993                                             | 3 años y 148 días                                                   |                                                                     | PSOE-A                                                              |                                                                     | Manuel Chaves González (1990-2009)           | Juan Carlos I (1975-2014) |        |
|                                                                     | Luis Planas Puchades (n. 1952)                                      | 22 de diciembre de 1993                                             | 2 de agosto de 1994                                                 | 223 días                                                            |                                                                     | PSOE-A                                                              |                                                                     | Manuel Chaves González (1990-2009)           | Juan Carlos I (1975-2014) |        |
|                                                                     | Paulino Plata Cánovas (n. 1953)                                     | 2 de agosto de 1994                                                 | 25 de abril de 2004                                                 | 10 años y 83 días                                                   |                                                                     | PSOE-A                                                              |                                                                     | Manuel Chaves González (1990-2009)           | Juan Carlos I (1975-2014) |        |
|                                                                     | Isaías Pérez Saldaña (n. 1949)                                      | 25 de abril de 2004                                                 | 21 de abril de 2008                                                 | 3 años y 362 días                                                   |                                                                     | PSOE-A                                                              |                                                                     | Manuel Chaves González (1990-2009)           | Juan Carlos I (1975-2014) |        |
|                                                                     | Martín Soler Márquez (n. 1962)                                      | 21 de abril de 2008                                                 | 24 de abril de 2009                                                 | 1 año y 3 días                                                      |                                                                     | PSOE-A                                                              |                                                                     | Manuel Chaves González (1990-2009)           | Juan Carlos I (1975-2014) |        |
|                                                                     | Clara Eugenia Aguilera García (n. 1964)                             | 24 de abril de 2009                                                 | 7 de mayo de 2012                                                   | 3 años y 13 días                                                    |                                                                     | PSOE-A                                                              |                                                                     | José Antonio Griñán Martínez (2009-2013)     | Juan Carlos I (1975-2014) |        |
| Consejería de Agricultura, Pesca y Medio Ambiente                   |                                                                     |                                                                     |                                                                     |                                                                     |                                                                     |                                                                     |                                                                     | José Antonio Griñán Martínez (2009-2013)     | Juan Carlos I (1975-2014) |        |
|                                                                     | Luis Planas Puchades (n. 1952)                                      | 7 de mayo de 2012                                                   | 10 de septiembre de 2013                                            | 1 año y 126 días                                                    |                                                                     | PSOE-A                                                              |                                                                     | José Antonio Griñán Martínez (2009-2013)     | Juan Carlos I (1975-2014) |        |
| Consejería de Agricultura, Pesca y Desarrollo Rural                 | Consejería de Agricultura, Pesca y Desarrollo Rural                 | Consejería de Agricultura, Pesca y Desarrollo Rural                 | Consejería de Agricultura, Pesca y Desarrollo Rural                 | Consejería de Agricultura, Pesca y Desarrollo Rural                 | Consejería de Agricultura, Pesca y Desarrollo Rural                 | Consejería de Agricultura, Pesca y Desarrollo Rural                 | Consejería de Agricultura, Pesca y Desarrollo Rural                 | Susana Díaz Pacheco (2013-2019)              | Felipe VI (2014-presente) |        |
|                                                                     | Elena Víboras Jiménez (n. 1956)                                     | 10 de septiembre de 2013                                            | 17 de junio de 2015                                                 | 1 año y 280 días                                                    |                                                                     | PSOE-A                                                              |                                                                     | Susana Díaz Pacheco (2013-2019)              | Felipe VI (2014-presente) | [ 16 ] |
|                                                                     | María del Carmen Ortiz Rivas (n. 1957)                              | 17 de junio de 2015                                                 | 9 de junio de 2017                                                  | 1 año y 357 días                                                    |                                                                     | PSOE-A                                                              | [ 17 ]                                                              | Susana Díaz Pacheco (2013-2019)              | Felipe VI (2014-presente) |        |
|                                                                     | Rodrigo Sánchez Haro (n. 1969)                                      | 9 de junio de 2017                                                  | 22 de enero de 2019                                                 | 1 año y 227 días                                                    |                                                                     | PSOE-A                                                              | [ 18 ]                                                              | Susana Díaz Pacheco (2013-2019)              | Felipe VI (2014-presente) |        |
| Consejería de Agricultura, Ganadería, Pesca y Desarrollo Sostenible | Consejería de Agricultura, Ganadería, Pesca y Desarrollo Sostenible | Consejería de Agricultura, Ganadería, Pesca y Desarrollo Sostenible | Consejería de Agricultura, Ganadería, Pesca y Desarrollo Sostenible | Consejería de Agricultura, Ganadería, Pesca y Desarrollo Sostenible | Consejería de Agricultura, Ganadería, Pesca y Desarrollo Sostenible | Consejería de Agricultura, Ganadería, Pesca y Desarrollo Sostenible | Consejería de Agricultura, Ganadería, Pesca y Desarrollo Sostenible | Juan Manuel Moreno Bonilla (2019-actualidad) | Felipe VI (2014-presente) |        |
|                                                                     | María del Carmen Crespo Díaz (n. 1966)                              | 22 de enero de 2019                                                 | 26 de julio de 2022                                                 | 3 años y 185 días                                                   |                                                                     | PP-A                                                                |                                                                     | Juan Manuel Moreno Bonilla (2019-actualidad) | Felipe VI (2014-presente) | [ 19 ] |
| Consejería de Agricultura, Pesca, Agua y Desarrollo Rural           |                                                                     |                                                                     |                                                                     |                                                                     |                                                                     |                                                                     |                                                                     | Juan Manuel Moreno Bonilla (2019-actualidad) | Felipe VI (2014-presente) |        |
|                                                                     | María del Carmen Crespo Díaz (n. 1966)                              | 26 de julio de 2022                                                 | 3 de mayo de 2024                                                   | 1 año y 282 días                                                    |                                                                     | PP-A                                                                | [ 19 ]                                                              | Juan Manuel Moreno Bonilla (2019-actualidad) | Felipe VI (2014-presente) |        |
|                                                                     | Ramón Fernández-Pacheco Monterreal (n. 1983)                        | 3 de mayo de 2024                                                   | En el cargo                                                         | 1 año y 93 días                                                     |                                                                     | PP-A                                                                | [ 20 ]                                                              | Juan Manuel Moreno Bonilla (2019-actualidad) | Felipe VI (2014-presente) |        |